# Aerangis fastuosa
Aerangis fastuosa és una orquídia epífita originària de Madagascar.

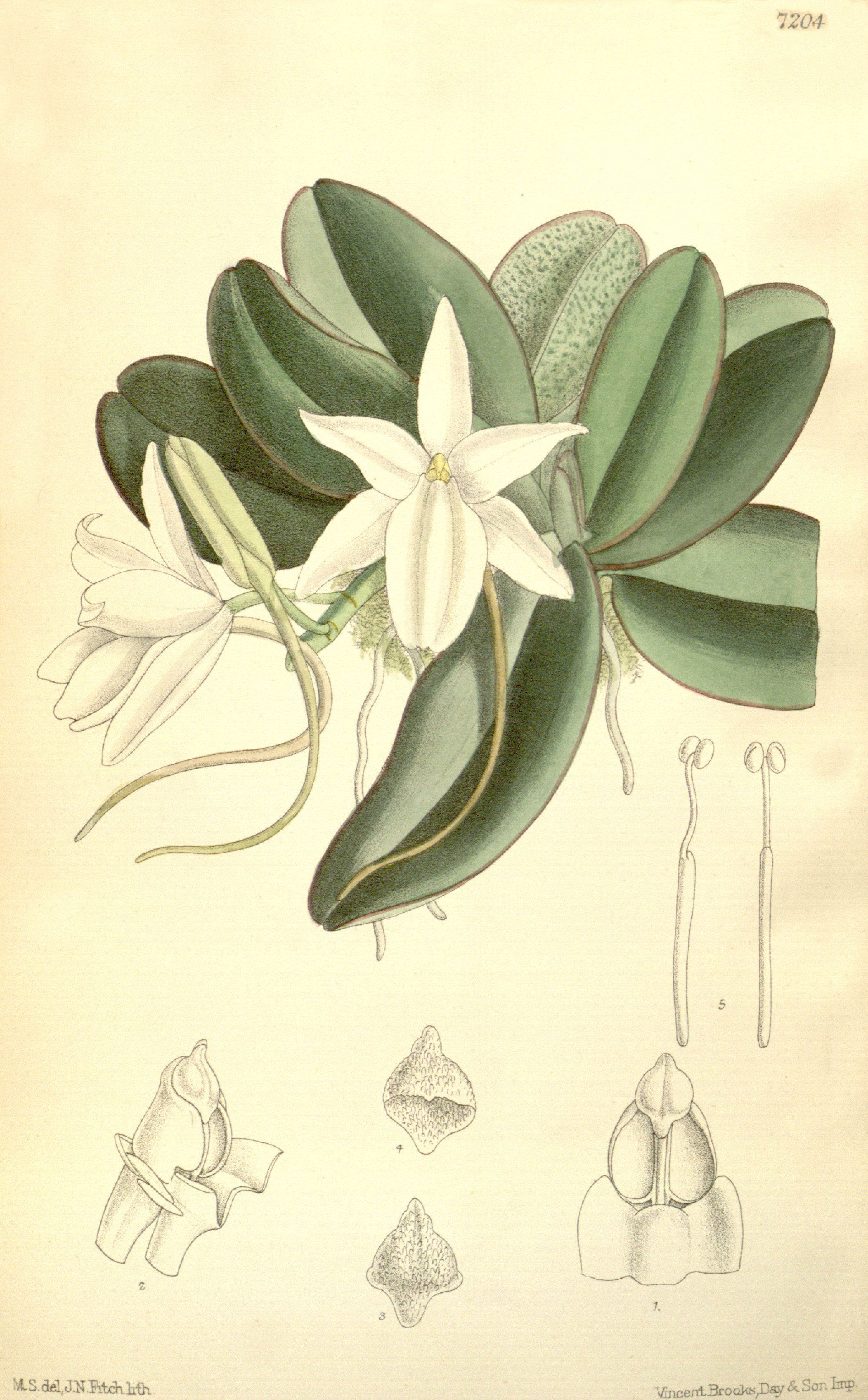
Aerangis fastuosa, Curtis, 117 (Ser. 3 núm. 47) 7204 (1891)

## Descripció
És una planta petita que prefereix el clima calent al fresc, d'hàbit epífit, amb tija molt curta amb diverses fulles corbades a oblongocuneïformes, carnoses, bilobulada de manera desigual en l'àpex. Les flors són grosses, de llarga durada i fragants de nit i ixen a finals de l'hivern i a la primavera en una curta inflorescència de 5 cm de llarga amb 1 a 6 flors de grans bràctees florals.

## Distribució i hàbitat
Es troba a Madagascar i a la terra de transició entre la plana costanera i l'altiplà central en boscos perennes sobre rametes i branques petites en altures de 1.000 a 1.500 msnm.

## Taxonomia
Aerangis fastuosa fou descrita per (Rchb.f.) Schltr. i publicada en Die Orchideen, 598. 1914.
Etimologia
El nom del gènere Aerangis procedeix de les paraules gregues: aer = 'aire' i angos = 'urna', en referència a la forma del label.
fastuosa: epítet llatí que significa 'orgullosa'.
Sinonímia
- Angraecum fastuosum, Rchb.f. (1881)
- Angorchis fastuosa, (Rchb.f.) Kuntze (1891)
- Rhaphidorhynchus fastuosus (Rchb.f.), Finet (1907)